# Bimota KB3
La KB3 est un modèle de motocyclette de la marque italienne Bimota. Elle a été présentée pour la première fois lors du salon de la moto de Cologne en 1982. Seuls 112 exemplaires ont été produits.

## Description
Le moteur provient de la Kawasaki Z1000J. C'est un quatre cylindres en ligne, quatre temps, refroidi par air et alimenté par quatre carburateurs Mikuni de 34 mm, développant 103 chevaux à 9 400 tr/min pour un couple de 8,7 mkg à 7 300 tr/min.
La moto pèse 206 kg à sec et est annoncée pour 233 km/h.
Elle utilise un cadre double berceau en acier, identique à celui des HB2, HB3 et SB4. Il se compose de quatre éléments. Deux enserrent le moteur à la manière d'un cadre périmétrique, deux autres le supportent comme un cadre double berceaux. Ces éléments sont reliés à l'arrière par une platine en aluminium.
La fourche télescopique de 40 mm de diamètre est de marque Italia et le monoamortisseur arrière est un De Carbon. Ils sont respectivement réglables en huit et en dix positions.
Le freinage est assuré par Brembo, avec trois disques de 280 mm de diamètre.
Les jantes en aluminium de 16 pouces sont rivetées.
La KB3 était disponible en blanc ou gris, toutes deux barrées de deux bandes rouges. Sur les 112 machines sorties des ateliers de la firme de Rimini, on dénombres 96 blanches et 16 grises. 80 KB3 ont été vendues en kit et 32 montées.